# 카탈라우눔 전투
카탈라우눔 전투 또는 샬롱 전투는 451년 플라비우스 아이티우스와 서고트족 왕 테오도리쿠스 1세가 이끄는 서로마 제국과 포이데라티의 연합군과 아틸라가 이끄는 훈족과 그 동맹군 사이의 전투이다.
이 전투는 서로마 제국 최후의 주요 군사작전이 되었으며 이 전투에서 서고트족 국왕 테오도리쿠스 1세가 전사하고 어느 쪽도 결정적인 승리를 거두지는 못했으나, 훈족의 서진을 저지하는 데 성공하였다.

## 군대 구성
역사의 기록은 분명히 과장되었고 따라서 믿을 수 없기 때문에, 양 측의 병력 규모는 추측으로만 알 수 있다. 6세기의 로마 역사가 요르다네스(Jordanes)는 당시 전장에 50만 명의 병사가 있다고도 했다. 군 역사가들의 견해에 따르면, 당시의 병참 기술을 고려했을 때 아무리 많더라도 양 쪽에 약 5만에서 6만 정도의 군인들이 있었을 거라고 한다. 하지만 아마 더욱 더 적었을 것이다. 로마 군대의 경우에는 그 수를 더 잘 추정할 수 있다. 요르다네스에 따르면 그 군대의 절반가량은 포이데라티(foederati, 로마 제국 내의 영주권을 인정받는 대가로 병력 제공의 의무를 진 이민족들)라고 불린 서고트족들인데, 그들은 전성기에도 전장에 2만 명 이상 나갈 수 없었기 때문이다. 그러므로 알라니(Alani)족을 고려한다고 해도 서로마 황제 휘하 군대는 결코 45000명을 훨씬 넘지 않았을 것이다. 아틸라의 군대는 크지는 않은 수적 우세를 가졌다. 그러므로 약 최대 5만 명의 병력이 있었을 것이다. 다른 추측에 따르면 양 편의 군대는 약 3만 명 정도라고 한다. 이것이 5세기와 6세기 시절 고대 후기 군대의 보통 규모와 일치할 것이기 때문이다.
아틸라의 군대는 절반 정도만 훈족으로 구성되어 있었고 나머지 절반은 속국 병사들로 채워졌다. 이 병력들을 크기 순서대로 나열하면, 발라미르가 이끄는 동고트족, 아르다리쿠스가 이끄는 게피다이(Gepidae)족과, 라인강 우변에 사는 프랑크족 및 마인 강가에 사는 부족의 일족인 부르고뉴(부르군트)족이 특히 중요하다.
또한 헤룰리(Heruli)족, 스키리(Scirii)족, 랑고바르디(Langobardi)족 등이 소규모 병력으로 수백 명부터 2천 명까지 있었다. 동고트족이 속국 병력의 약 절반을 차지했던 것은 확인되었다. 훈족 병사들은 평소대로 말을 탄 채 창, 곤봉, 고리형 끈과 가장 중요한 무기인 특수 제작된 기병용 활로 무장했다. 그들은 보통은 어떤 갑옷도 착용하지 않았고 단지 작은 원형 가죽방패만 방어용으로 사용하였다. 게르만족 쪽의 속국 병력의 경우에는 달랐다. 동고트족의 병력 중 1/3은 기병이었는데, 다른 족들은 모두가 보병이었다. 동고트족 기병은 중무장 기병으로 분류될 수 있다. 당시에 그들은 찌르기용 창과 날이 넓은 검(독어 Breitschwert / 영어 broadsword)을 사용했으며, 최소한 가죽 갑옷을 착용하였지만 때로 쇠사슬 갑옷을 착용하기도 했으며, 방패를 구비하기도 하였기 때문이다. 그러나 이 시기의 고대 후기에는 아직 등자(말을 탈 때 발을 받쳐주는 도구)가 없었다. 보병들은 프랑크족을 제외하면 추측컨대 대개 갑옷없이 창, 날이 넓은 검 또는 장검을 가지고, 일부는 가벼운 방패도 가지고 출전했을 것이다. 게르만족은 원거리 무기를 거의 사용하지 않았으나, 동고트족만은 궁수 부대가 있었다. 프랑크족은 ‘프란치스카(Franzisca)’라는 일회용 원거리 무기, 즉 휘어진 모양의 투척용 도끼를 병사들의 충돌 직전에 사용했다. 그와 상관없이 프랑크족 병사들은 날이 넓은 검과 나무방패로 무장했다.
아에티우스의 군대는 절반가량이 로마 정규군 부대 및 프랑크족과 부르고뉴족의 포이데라티로 이루어졌고, 나머지 절반은 서고트족의 병사들로 이루어졌다. 여기에 수천 명의 알라니족이 함께했다.
로마군, 프랑크군, 부르고뉴군은 중무장 보병대를 형성했다. 그 때에는 로마 후기의 병사들은 더 이상 로마 제정 초기 시절의 군단(legio)이 아니었다. 그들은 타원형 방패, 조임쇠가 달린 투구, 양날의 긴 검(spatha), 당시 로마군에게 항상 상당한 전투력을 안겨준 동양식 복합형 활을 가지고 다녔으며, 팔다리를 더 이상 가리지 않는 쇠사슬갑옷을 입었다. 그 부대의 일부는 아직 ‘군단’이라 불렸으나 1천 명에서 2천 명 사이의 병력만을 통솔했다. 아에티우스가 소집했던 많은 군인들은 리미타네이(limitanei, 국경지역 병사들)로 여겨지는데, 이들은 대체로 주둔지 근처의 특정 지역에 거주하는 주민들로 구성되었다. 이것은 기동성을 줄이지만 바로 그들 자신의 공동체와 가족을 지키려는 까닭에, 이 부대의 사기는 그만큼 높다. 황제 근위대인 코미타텐세스(comitatenses)는 5세기 중엽 서로마에서 더 이상 큰 역할을 하지 못했는데, 이 정예군 아래 끝없는 안팎의 분쟁이 높은 손실을 끼쳤고, 텅 빈 국고 때문에 이 부대를 예전과 같이 만들 수 없었기 때문이다. 아에티우스는 코미타텐세스도 포함하여 아직 지휘권이 있는 로마 군대 모두를 아틸라에게 대항하도록 했던 것으로 보인다. 많은 이들이 기병이었다.
라인강 변에 사는 리푸아리아 프랑크족은 아마 위에 언급된 라인강 오른쪽에 사는 프랑크족과 똑같이 무장하였을 것이다. 양 측 군대에 다 있는 부르고뉴족은 단지 장검만으로 싸웠음이 명백하다. 서고트족 병사들은 378년의 아드리아노폴리스 전투 이래로, 알라니족 기병대의 명백한 본보기를 통해 보병에서 점점 더 많이 기병으로 넘어가고 있었다. 그래서 적어도 서고트 징집병의 2/3는 기병이었다. 그들은 쇠사슬갑옷과 찌르기용 창으로 무장한 귀족 기병대와, 일반 민중 출신의 경무장 기병대로 나뉜다. 후자의 기병대는 대개 갑옷이 없었으나, 투창, 날이 넓은 검, 그리고 아마도 나무나 여러 겹의 가죽으로 된 작은 기병용 방패는 있었다. 보병들에게는 창, 날이 넓은 검, 방패가 아주 널리 퍼졌으며 극히 드물지만 단순형 활도 있었고, 갑옷은 없었다. 알라니족의 무장과 싸우는 방식은 결과적으로 훈족을 아주 많이 닮았다.